# زیان‌گریزی

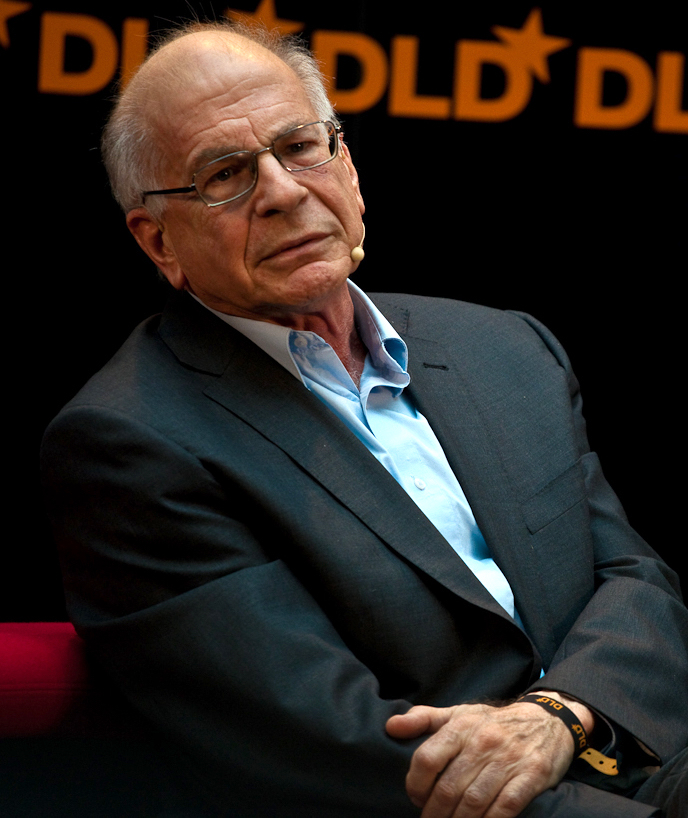
دانیل کانمن

در اقتصاد و تئوری تصمیم‌گیری زیان‌گریزی اشاره به تمایل افراد برای جلوگیری و اجتناب از ضرر و زیان در مقابل سود به اندازه مشابه است. برای درک بهتر مسئله، گم نکردن یک ۵هزار تومانی بهتر از پیدا کردن یک ۵هزار تومانی است. برخی از مطالعات نشان داده‌اند که زیان‌های وارد شده از نظر روانی دوبرابر قدرتمندتر از سودها هستند. زیان‌گریزی برای اولین بار توسط آموس تورسکی و دانیل کانمن نشان داده شد. مطالعات روان‌شناسانه این ۲ نفر بر روی این مسئله نشان داد که عدم مطلوبیت یا احساس عدم رضایت (ناخرسندی) که از یک ضرر مالی با مقدار و میزان معین به افراد دست می‌دهد ۲ برابر میزان لذت و مطلوبیت (خرسندی) از سود به همان میزان است.  این خود منجر به ریسک‌گریزی افراد می‌شود، زیرا زمانی که افراد در حال بررسی نتایج حاصل از سودها و زیان‌های خود هستند، ترجیح افراد ابتدا به ضرر نکردن در مقابل سود کردن است.